# Parné-sur-Roc
Parné-sur-Roc là một xã thuộc tỉnh Mayenne trong vùng Pays de la Loire tây bắc nước Pháp. Xã này nằm ở khu vực có độ cao trung bình 81 mét trên mực nước biển.